# Linhartova cesta, Ljubljana
Linhartova cesta je ena izmed cest za Bežigradom (Mestna občina Ljubljana). Cesta predstavlja eno izmed povezav med Dunajsko cesto, Savskim naseljem, Žalami in BTC ter Novimi Jaršami.

## Poimenovanje
Ulica je bila uradno poimenovana po avtorju prve slovenske drame A. T. Linhartu .

## Urbanizem
Cesta poteka od rondoja Žale do križišča z Dunajsko cesto.
Na cesto se (od vzhoda proti zahodu) povezujejo: Mislejeva, Knobleharjeva, Matjaževa, Topniška, Brankova, Prekmurska, Neubergerjeva, Vojkova, Železna in Peričeva.
Cesta (od vzhoda proti zahodu) ima več stranskih krakov:
- krak ceste se odcepi in se poveže na Savsko cesto,
- slepi krak, ki povezuje Inštitut za rehabilitacijo Soča,
- slepi krak ceste,
- slepi krak ceste, ki se fizično ne povezuje na glavno cesto, ampak je pravokoten na Stolpniško,
- slepi krak ceste,
- vzporedno z glavno cesto poteka en krak od Topniške ulice do skoraj Dunajske ceste, ki nima stika z glavno cesto (na ta krak se povezujejo: Črtomirjeva, Neubergerjeva, Štihova, Železna, Robbova, Valjhunova in Dunajska) in
- slepi krak, ki poteka pravokotno na Vojkovo cesto proti jugovzhodu (v smeri proti glavni cesti).

Odsek med Dunajsko in Vojkovo cesto je štiripasovni, naprej pa je urejena kot dvopasovnica. Na sredini jo preči Topniška ulica.
Ob cesti se pred Žalami nahajajo stavbe Rehabilitacijskega centra Soča. 

## Javni potniški promet
Po Linhartovi cesti potekajo trase mestnih avtobusnih linij št. 6B, 7, 7L, 11B, 12, 12D, 13, 19B, 19I, 20, 20Z, 22 in integrirana linija 3G.  
Na cesti so tri postajališča mestnega potniškega prometa.

### Postajališča MPP
| postajališče            | št. linije                 |
| ----------------------- | -------------------------- |
| 101031 Bežigrad         | 6B, 7, 7L, 13, 20, 20Z, 22 |
| 202022 Prekmurska       | 7, 7L, 22                  |
| 202032 Savske stolpnice | 7, 7L, 19B, 19I, 22        |

| postajališče            | št. linije                               |
| ----------------------- | ---------------------------------------- |
| 202031 Savske stolpnice | 7, 7L, 19B, 19I, 22                      |
| 202021 Prekmurska       | 7, 7L, 22                                |
| 101032 Bežigrad         | 3G, 7, 7L, 11B, 12, 12D, 13, 20, 20Z, 22 |